# Apomecyna endroedyi
Apomecyna endroedyi là một loài bọ cánh cứng trong họ Cerambycidae.